# Vuelta al País Vasco 2016
56. edycja wyścigu kolarskiego Vuelta al País Vasco odbyła się od 4 do 9 kwietnia 2016. Wyścig liczył sześć etapów, o łącznym dystansie 852,2 km, zaliczany był do rankingu światowego UCI World Tour 2016.

## Uczestnicy
Na starcie tego wyścigu stanęło 20 zawodowych ekip: osiemnaście drużyn jeżdżących w UCI World Tour 2016 i dwie profesjonalne ekipy zaproszone przez organizatorów z tzw. "dziką kartą".
| Numery | Kod | Drużyna                |
| ------ | --- | ---------------------- |
| 1-8    | KAT | Team Katusha           |
| 11-18  | SKY | Team Sky               |
| 21-28  | MOV | Movistar Team          |
| 31-38  | OGE | Orica-GreenEdge        |
| 41-48  | BMC | BMC Racing Team        |
| 51-58  | TNK | Tinkoff                |
| 61-68  | CPT | Cannondale Pro Cycling |
| 71-78  | ALM | Ag2r-La Mondiale       |
| 81-88  | LTS | Lotto Soudal           |
| 91-98  | FDJ | FDJ                    |

| Numery  | Kod | Drużyna                |
| ------- | --- | ---------------------- |
| 101-108 | DDD | Dimension Data         |
| 111-118 | LAM | Lampre-Merida          |
| 121-128 | TFS | Trek-Segafredo         |
| 131-138 | EQS | Etixx-Quick Step       |
| 141-148 | IAM | IAM Cycling            |
| 151-158 | AST | Pro Team Astana        |
| 161-168 | GIA | Team Giant-Alpecin     |
| 171-178 | TLJ | Team LottoNL-Jumbo     |
| 181-188 | CJR | Caja Rural–Seguros RGA |
| 191-198 | COF | Cofidis                |

## Etapy
| Etap | Data       | Start - Meta                      | km    | Typ         | Zwycięzca etapu   | Lider             |
| ---- | ---------- | --------------------------------- | ----- | ----------- | ----------------- | ----------------- |
| 1.   | 4 kwietnia | Etxebarria – Markina-Xemein       | 144   | Pagórkowaty | Luis León Sánchez | Luis León Sánchez |
| 2.   | 5 kwietnia | Markina-Xemein – Amurrio-Baranbio | 174,2 | Górski      | Mikel Landa       | Mikel Landa       |
| 3.   | 6 kwietnia | Araba – Lesaka                    | 193,5 | Pagórkowaty | Steve Cummings    | Mikel Landa       |
| 4.   | 7 kwietnia | Lesaka – Orio                     | 165   | Pagórkowaty | Samuel Sánchez    | Wilco Kelderman   |
| 5.   | 8 kwietnia | Orio – Arrate                     | 159   | Górski      | Diego Rosa        | Sergio Henao      |
| 6.   | 9 kwietnia | Eibar – Eibar                     | 16,5  | ITT         | Alberto Contador  | Alberto Contador  |

### Etap 1 – 04.04: Etxebarria - Markina-Xemein, 144 km
| # | Zawodnik          | Zespół | Czas       |
| - | ----------------- | ------ | ---------- |
| 1 | Luis León Sánchez | AST    | 3h 54' 21" |
| 2 | Daniel Navarro    | COF    | + 0"       |
| 3 | Simon Gerrans     | OGE    | + 0"       |

| # | Zawodnik          | Zespół | Czas       |
| - | ----------------- | ------ | ---------- |
| 1 | Luis León Sánchez | AST    | 3h 54' 21" |
| 2 | Daniel Navarro    | COF    | + 0"       |
| 3 | Simon Gerrans     | OGE    | + 0"       |

### Etap 2 – 05.04: Markina-Xemein - Amurrio-Baranbio, 174,2 km
| # | Zawodnik        | Zespół | Czas       |
| - | --------------- | ------ | ---------- |
| 1 | Mikel Landa     | SKY    | 4h 43' 17" |
| 2 | Wilco Kelderman | TLJ    | + 1"       |
| 3 | Sergio Henao    | SKY    | + 5"       |

| # | Zawodnik        | Zespół | Czas       |
| - | --------------- | ------ | ---------- |
| 1 | Mikel Landa     | SKY    | 8h 37' 38" |
| 2 | Wilco Kelderman | TLJ    | + 1"       |
| 3 | Sergio Henao    | SKY    | + 5"       |

### Etap 3 – 06.04: Araba - Lesaka, 193,5 km
| # | Zawodnik       | Zespół | Czas       |
| - | -------------- | ------ | ---------- |
| 1 | Steve Cummings | DDD    | 5h 01' 57" |
| 2 | Simon Gerrans  | OGE    | + 0"       |
| 3 | Fabio Felline  | TFS    | + 0"       |

| # | Zawodnik        | Zespół | Czas        |
| - | --------------- | ------ | ----------- |
| 1 | Mikel Landa     | SKY    | 13h 39' 35" |
| 2 | Wilco Kelderman | TLJ    | + 1"        |
| 3 | Sergio Henao    | SKY    | + 5"        |

### Etap 4 – 07.04: Lesaka - Orio, 165 km
| # | Zawodnik       | Zespół | Czas       |
| - | -------------- | ------ | ---------- |
| 1 | Samuel Sánchez | BMC    | 4h 13' 12" |
| 2 | Rui Costa      | LAM    | + 0"       |
| 3 | Warren Barguil | GIA    | + 0"       |

| # | Zawodnik        | Zespół | Czas        |
| - | --------------- | ------ | ----------- |
| 1 | Wilco Kelderman | TLJ    | 17h 52' 48" |
| 2 | Sergio Henao    | SKY    | + 4"        |
| 3 | Mikel Landa     | SKY    | + 7"        |

### Etap 5 – 08.04: Orio - Arrate, 159 km
| # | Zawodnik         | Zespół | Czas       |
| - | ---------------- | ------ | ---------- |
| 1 | Diego Rosa       | AST    | 4h 19' 19" |
| 2 | Sergio Henao     | SKY    | + 3' 13"   |
| 3 | Alberto Contador | TNK    | + 3' 13"   |

| # | Zawodnik         | Zespół | Czas        |
| - | ---------------- | ------ | ----------- |
| 1 | Sergio Henao     | SKY    | 22h 15' 24" |
| 2 | Alberto Contador | TNK    | + 6"        |
| 3 | Thibaut Pinot    | FDJ    | + 10"       |

### Etap 6 – 09.04: Eibar - Eibar, 16,5 km (ITT)
| # | Zawodnik         | Zespół | Czas    |
| - | ---------------- | ------ | ------- |
| 1 | Alberto Contador | TNK    | 29' 13" |
| 2 | Nairo Quintana   | MOV    | + 5"    |
| 3 | Sergio Henao     | SKY    | + 18"   |

| # | Zawodnik         | Zespół | Czas        |
| - | ---------------- | ------ | ----------- |
| 1 | Alberto Contador | TNK    | 22h 44' 43" |
| 2 | Sergio Henao     | SKY    | + 12"       |
| 3 | Nairo Quintana   | MOV    | + 37"       |

## Liderzy klasyfikacji po etapach
| Etap                 | Zwycięzca            | Klasyfikacja generalna | Klasyfikacja górska | Klasyfikacja punktowa | Klasyfikacja sprinterska | Klasyfikacja drużynowa |
| -------------------- | -------------------- | ---------------------- | ------------------- | --------------------- | ------------------------ | ---------------------- |
| 1                    | Luis León Sánchez    | Luis León Sánchez      | Jonathan Lastra     | Luis León Sánchez     | Nicolas Edet             | Ag2r-La Mondiale       |
| 2                    | Mikel Landa          | Mikel Landa            | Nicolas Edet        | Mikel Landa           | Nicolas Edet             | Team Sky               |
| 3                    | Steve Cummings       | Mikel Landa            | Stefan Denifl       | Simon Gerrans         | Stefan Denifl            | Team Sky               |
| 4                    | Samuel Sánchez       | Wilco Kelderman        | Stefan Denifl       | Samuel Sánchez        | Stefan Denifl            | Team Katusha           |
| 5                    | Diego Rosa           | Sergio Henao           | Diego Rosa          | Sergio Henao          | Nicolas Edet             | Team Sky               |
| 6                    | Alberto Contador     | Alberto Contador       | Diego Rosa          | Sergio Henao          | Nicolas Edet             | Team Sky               |
| Klasyfikacja końcowa | Klasyfikacja końcowa | Alberto Contador       | Diego Rosa          | Sergio Henao          | Nicolas Edet             | Team Sky               |

## Klasyfikacje końcowe

### Klasyfikacja generalna
|    | Zawodnik          | Zespół                 | Czas        |
| -- | ----------------- | ---------------------- | ----------- |
| 1  | Alberto Contador  | Tinkoff                | 22h 44' 43" |
| 2  | Sergio Henao      | Team Sky               | + 12"       |
| 3  | Nairo Quintana    | Movistar Team          | + 37"       |
| 4  | Thibaut Pinot     | FDJ                    | + 1' 13"    |
| 5  | Joaquim Rodríguez | Team Katusha           | + 1' 22"    |
| 6  | Samuel Sanchez    | BMC Racing Team        | + 1' 29"    |
| 7  | Rui Costa         | Lampre-Merida          | + 2' 19"    |
| 8  | Simon Špilak      | Team Katusha           | + 2' 47"    |
| 9  | Lawson Craddock   | Cannondale Pro Cycling | + 2' 52"    |
| 10 | Wilco Kelderman   | Team LottoNL-Jumbo     | + 3' 14"    |

|   | Zawodnik         | Zespół          | Punkty |
| - | ---------------- | --------------- | ------ |
| 1 | Sergio Henao     | Team Sky        | 70     |
| 2 | Alberto Contador | Tinkoff         | 62     |
| 3 | Samuel Sanchez   | BMC Racing Team | 61     |
| 4 | Rui Costa        | Lampre-Merida   | 51     |
| 5 | Nairo Quintana   | Movistar Team   | 47     |

|   | Zawodnik        | Zespół          | Punkty |
| - | --------------- | --------------- | ------ |
| 1 | Nicolas Edet    | Cofidis         | 11     |
| 2 | Diego Rosa      | Pro Team Astana | 9      |
| 3 | Stefan Denifl   | IAM Cycling     | 9      |
| 4 | Luis Ángel Maté | Cofidis         | 7      |
| 5 | Dario Cataldo   | Pro Team Astana | 6      |

|   | Zawodnik        | Zespół           | Punkty |
| - | --------------- | ---------------- | ------ |
| 1 | Diego Rosa      | Pro Team Astana  | 55     |
| 2 | Stefan Denifl   | IAM Cycling      | 53     |
| 3 | Nicolas Edet    | Cofidis          | 28     |
| 4 | Carlos Verona   | Etixx-Quick Step | 27     |
| 5 | Luis Ángel Maté | Cofidis          | 22     |

|   | Zespół           | Czas        |
| - | ---------------- | ----------- |
| 1 | Team Sky         | 68h 26' 46" |
| 2 | Pro Team Astana  | + 6' 10"    |
| 3 | Team Katusha     | + 6' 35"    |
| 4 | Ag2r-La Mondiale | + 12' 32"   |
| 5 | Cofidis          | + 13' 09"   |